# 菊梓喬
菊梓喬（英語：Hana Kuk Tsz Kiu，1986年11月24日—），本名陳曉怡，香港女歌手及演員，現為創富文化集團和星演國際旗下藝人，於星夢娛樂時代連續三度蟬聯《勁歌金曲頒獎典禮》「最受歡迎女歌星」和《新城勁爆頒獎禮》「勁爆女歌手」，以及兩度奪得《勁歌金曲頒獎典禮》「最佳演繹女歌星」獎項，曾被譽為「劇集歌天后」。她於2016年簽約創富文化集團，同年憑《今天的我》正式出道。她最初只用「HANA」作藝名，後來使用「菊梓喬」為藝名。

## 成長經歷
菊梓喬自小因父母離異而與比自己小一歲的妹妹、YouTuber「Mianca」（「三樓百胃」頻道演出者）相依為命（年幼時父親突然孑身而走，到中學時再被母親遺棄，但至今仍跟母親保持聯絡）。她早年曾就讀孔教學院三樂周𠖳桅學校及大埔佛教大光中學（現已合併為佛教大光慈航中學），但基於家境貧窮和遇上校園欺凌問題，在13歲時（中二）輟學賺錢儲生活費及學費，至20歲才重返校園，以15萬積蓄、中二學歷、極低英語水平獲香港大學專業進修學院校長破例取錄（為爭取唸書機會，主動向校長提出以第一個學期考試分數作為指標，若合格就可繼續修讀），入讀三年制工商管理高級文憑課程。
菊梓喬於小學時因操行不好和跟男同學打架，以致畢業後被派到大埔區組別較低的中學。在中學時代又因被同窗排擠和欺凌，令她決定於中二年級學期初退學；其退學後首份工作為美容院學徒，負責替客人削指甲，重返校園前當過侍應、倉務員、化妝師、服裝及日用品售貨員、攝影助理、街頭表演藝人及髮型屋助手等逾20個工種；另外，她是個多齒症患者，每次復發症狀均會維持一年。

## 演藝發展

### 早年發展
菊梓喬於2004年才開始透過MD隨身聽接觸不同類型音樂，常常觀看地下樂隊表演，尤其受搖滾樂所薰陶2008年，她在一次欣賞表演期間獲一個素未謀面的人邀請試音，學習創作歌曲，隨後以英文名「Haley Xc」聯同其他搖滾愛好者組織樂隊「遊樂園 Pleasure Garden」，並擔任女主音，但只為完成心願而非有意踏足樂壇。2013年，她希望能夠在27歲生日時做一些有意義的事，故隨便用本名「陳曉怡」參加臺灣綜藝節目如《金牌麥克風》、《我要當歌手》及《綜藝大熱門》。2014至2015年間，她曾當過背包客漂泊加拿大、英國、美國等地，其後於2015年回港，為正式出道鋪路，起初曾考慮以網絡歌手發展，豈料上傳第一段視頻便獲「Zen」樂隊音樂人黃和興（Addison）垂青，經其介紹到環球音樂、華納唱片及英皇娛樂等各大唱片公司試音。

### 2016年：出道囊括三台新人獎
由於當年菊梓喬於台灣參賽時，已有不少唱片公司以其出身及經濟理由而拒簽為旗下歌手。因此她在黃和興的介紹下，結識曾在寶麗金唱片、英皇娛樂等公司工作過的經理人陳浩源（Kelvindad），並獲賞識和提拔，加盟創富文化集團。2016年6月，她以唱作女新人「HANA」身份出道，首支派台作品《今天的我》在各大音樂流行榜亦取得優異成績。其後發佈的原創作品《傻瓜裡的童話》及《七歲》更是由她包辦唱作，並因此在同年各音樂頒獎典禮中奪得多個新人獎，包括《新城勁爆頒獎禮2016》「勁爆新人 銀獎」、《第三十九屆十大中文金曲頒獎音樂會》「最有前途新人獎」及《2016年度勁歌金曲頒獎典禮》「最受歡迎新人獎 銅獎」，囊括三台新人獎。

### 2017年：加盟星夢、《忘記我自己》走紅、首奪勁歌最佳演繹女歌星
2017年1月初，她正式加盟星夢娛樂，旗下歌星包括胡鴻鈞、譚嘉儀、鄭俊弘、何雁詩和許廷鏗等皆特意錄製短片致賀。而加盟後第一首劇集主題曲《一輩子守候》也榮登多個音樂流行榜，YouTube 點擊率於上載兩個月內超過100萬，累計逾580萬點擊率，成為無綫電視音樂節目《勁歌金曲》「勁歌金榜」兩週冠軍，以及三台冠軍歌。
同年6月，菊梓喬為無綫電視劇集《不懂撒嬌的女人》主唱片尾曲《手中沙》，歌曲派台一個月網上點擊率已突破150萬，累計達300萬。9月，她主唱的無綫電視劇集《使徒行者2》片尾曲《忘記我自己》於YouTube上首日已達逾十萬點擊率，並穩固多個音樂數碼平台冠軍位置如iTunes、KKBOX、MOOV 等，點擊率同樣只有兩個月就達到280萬，累計逾2100萬點擊率，這是她第一首過二千萬點擊率的歌曲，也是YouTube 上點擊率最高的粵語音樂影片之一；11月3日發行首張音樂專輯《忘記我自己》，因專輯內共八首歌曲的音樂錄像未滿一年已在YouTube上累積1,300萬人觀賞（截至2018年7月28日），成為該年度最高觀看次數的女歌手，該唱片亦於《2018年度勁歌金曲頒獎典禮》奪得「勁歌金曲唱片銷量大獎」。同月，她與王浩信合唱《溏心風暴3》片尾曲《欲言又止》，該曲官方音樂影片累計點擊率達1000萬，非官方劇情版本片段累計點擊率亦達520萬，合共點擊率達1520萬，是她第二首過千萬點擊率的歌曲，並於《2017年度勁歌金曲頒獎典禮》獲得「最佳合唱歌曲 銅獎」。
2017年，菊梓喬推出的五首獨唱歌曲當中除自度歌詞的《下雨》外，其餘4首均在網上點擊率超過260萬。此外，她憑《忘記我自己》一曲長踞六個音樂平台榜冠軍位置，此曲奪得《星和無綫電視大獎2017》「我最愛TVB電視劇集歌曲」，並與《一輩子守候》獲得《2017年度勁歌金曲頒獎典禮》「勁歌金曲獎」；另一派台歌《手中沙》則成為《TVB 馬來西亞星光薈萃頒獎典禮2017》「最喜愛TVB劇集歌曲」。其後，菊梓喬首奪《2017年勁歌金曲頒獎典禮》「最佳演繹女歌星」。

### 2018年：《但願人長久》奪最受歡迎電視歌曲、首封勁歌歌
2018年，菊梓喬推出了七首劇集歌曲，除《烈火如歌》主題曲《聽雪落淚》外，其他歌曲於 YouTube 的累計點擊率均超過240萬，當中《棟仁的時光》片尾曲《回到以前》更是由她參與作曲及作詞，YouTube 累計點擊率超過370萬。此外，菊梓喬主唱的無綫電視劇集《跳躍生命線》插曲《但願人長久》累計點擊率高達740萬，更於《萬千星輝頒獎典禮2018》獲得「最受歡迎電視歌曲」，並於《2018年度勁歌金曲頒獎典禮》與網上點擊率分別達400萬及460萬、同樣由菊梓喬獻唱的《飛蛾撲火》及《只想與你在一起》奪得「勁歌金曲獎」。同年12月，她推出第二張個人專輯《但願人長久》，收錄了《為難自己》及《相信愛情》等歌曲，該唱片奪得《2019年度勁歌金曲頒獎典禮》「勁歌金曲唱片銷量大獎」及《第四十二屆十大中文金曲頒獎音樂會》「最佳中文唱片（女歌手）」；菊梓喬更於《2018年度勁歌金曲頒獎典禮》奪得人生首座「最受歡迎女歌星」大獎，成為歌后。

### 2019年：首次個人演唱會．首位雙料歌后
2019年8月24、25日，菊梓喬於九龍灣國際展貿中心匯星舉行入行以來首個演唱會《只想與你在一起演唱會》。2019年，她全年推出了五首劇集歌曲，全部歌曲的YouTube點擊率均超過110萬，並於《新城勁爆頒獎禮2019》中首奪「勁爆女歌手」。同年年尾，菊梓喬蟬聯《2019年度勁歌金曲頒獎典禮》「最受歡迎女歌星」及「最佳演繹女歌星」兩大獎項，是首位女歌手於同一屆同時獲得兩大獎項，成為史上首位雙料歌后；而她主唱的三首歌曲《心有不甘》、《鋼鐵有淚》及《逆光飛翔》亦獲得「勁歌金曲獎」。

### 2020年：三屆勁歌最受歡迎女歌星
菊梓喬於2020年初原訂拍攝劇集《香港愛情故事》，可是因其他工作安排重疊而辭演，其空缺由黃山怡接替；後來再接拍無綫電視劇集《刑偵日記》。2020年，她全年獨唱了七首劇集歌曲，並與林峯合唱無綫電視劇集《使徒行者3》插曲《低谷天堂》，八首歌曲當中除《錦繡南歌》主題曲《說過放下》外，其餘七首均達逾一百萬點擊率。同年12月推出第三張個人專輯《不能放手》，共收錄11首歌曲，此專輯更獲得《香港金曲頒獎典禮 2021/2022》「香港金曲最佳中文唱片獎」。同年蟬聯《新城勁爆頒獎禮2020》「勁爆女歌手」，並憑《黃金有罪》片尾曲《你喜歡說謊》首奪「勁爆新媒體歌曲」。其後，菊梓喬連續第三度蟬聯《2020年度勁歌金曲頒獎典禮》「最受歡迎女歌星」，平了鄭秀文及楊千嬅的紀錄，並首獲「最受歡迎網絡女歌星」；而她主唱的《不能放手》、《我未能忘掉你》及《我輸不起》獲得「勁歌金曲獎」；《低谷天堂》則獲得「最佳合唱歌曲 銀獎」。

### 2021年：雙棲發展、三屆新城勁爆女歌手
2021年1月，菊梓喬推出由其本人親自作曲的派台歌《沒完沒了》；5月推出另一首由她參與作曲的歌曲 ——無綫電視劇集《逆天奇案》片尾曲《秘密花園》。同年6月，菊梓喬於無綫電視劇集《刑偵日記》中飾演「海藍」一角，並為該劇演唱片尾曲《不相信別人》，與該劇男主角王浩信合唱插曲《蝴蝶效應》；12月在《新城勁爆頒獎禮2021》中第三度蟬聯「勁爆女歌手」，亦憑《星空下的仁醫》片尾曲《我會害怕》蟬聯「勁爆新媒體歌曲」。同年年尾，菊梓喬憑《秘密花園》入圍《萬千星輝頒獎典禮2021》「最受歡迎電視歌曲」最後十強。

### 2022年至2023年：國際巡迴演唱會
2022年1月10日，菊梓喬主唱無綫電視劇集《鐵拳英雄》片尾曲《天荒不老》。2月，菊梓喬成為無綫電視歌唱選秀節目《聲夢JUNIOR》形象指導兼導師之一。4月19日，菊梓喬推出主打派台歌《愛無餘地》，歌曲於各大電子傳媒取得兩冠一季的成績。10月22日，菊梓喬首次於美國舉行個人演唱會《菊梓喬音樂之夜》。10月26日，菊梓喬推出主打派台歌《隨意瞞》，歌曲成為勁歌金曲雙週冠軍歌。11月，菊梓喬為無綫電視台慶劇《超能使者》主唱片尾曲《不悔的決心》，並憑此曲入圍《萬千星輝頒獎典禮2022》「最受歡迎電視歌曲」最後十強。
2023年2月18日，菊梓喬於澳門百老匯百老匯舞台舉行個人演唱會《Hana's Paradise 澳門站》。5月19日，菊梓喬推出第四張個人專輯《隨意瞞》。5月20至21日，菊梓喬於九龍灣國際展貿中心Star Hall舉行《菊梓喬Hanafinity 演唱會2023》，因消息公佈後反應熱烈，開售一日後已宣佈加開一場。6月22日，菊梓喬舉行《Hana's Paradise巡迴演唱會（廣州站）》，是她首個內地巡迴演唱會。

### 2024年至今：加盟星演、平穩時期
2024年1月10日，菊梓乔在社交網站上宣布约满离开星梦娱乐。同年3月4日起正式加盟星演國際成為旗下歌手。

## 音樂作品

### 錄音室專輯
| 專輯 | 專輯名稱                | 專輯類型 | 發行公司              | 發行日期       | 曲目 |
| 1st  | 忘記我自己              | 大碟     | 星夢娛樂 創富文化集團 | 2017年11月3日  | 曲目 1. 忘記我自己 2. 手中沙 3. 一輩子守候 4. 七歲 5. 欲言又止 6. 傻瓜裡的童話 7. 久別重逢 8. 今天的我 9. 下雨                                             |
| 1st  | 忘記我自己LP            | 大碟     | 星夢娛樂 創富文化集團 | 2019年6月18日  | 曲目 Side A 1. 忘記我自己 2. 手中沙 3. 一輩子守候 4. 七歲 Side B 1. 欲言又止 2. 傻瓜裡的童話 3. 久別重逢 4. 今天的我 5. 下雨                               |
| 1st  | 忘記我自己SACD          | 大碟     | 星夢娛樂 創富文化集團 | 2019年8月22日  | 曲目 SACD 1. 忘記我自己 2. 手中沙 3. 一輩子守候 4. 七歲 5. 欲言又止 6. 傻瓜裡的童話 7. 久別重逢 8. 今天的我 9. 下雨                                        |
| 1st  | 忘記我自己24K GOLD DISC | 大碟     | 星夢娛樂 創富文化集團 | 2020年7月3日   | 曲目 GOLD DISC 1. 忘記我自己 2. 手中沙 3. 一輩子守候 4. 七歲 5. 欲言又止 6. 傻瓜裡的童話 7. 久別重逢 8. 今天的我 9. 下雨                                   |
| 2nd  | 但願人長久              | 大碟     | 星夢娛樂 創富文化集團 | 2018年12月20日 | 曲目 1. 只想與你再一起 2. 但願人長久 3. 從未說起 4. 飛蛾撲火 5. 回到以前 6. 別再怕 7. 聽雪落涙 8. 為難自己 9. 相信愛情                                     |
| 2nd  | 但願人長久LP            | 大碟     | 星夢娛樂 創富文化集團 | 2019年4月3日   | 曲目 Side A 1. 只想與你再一起 2. 但願人長久 3. 從未說起 4. 飛蛾撲火 5. 回到以前 Side B 1. 別再怕 2. 聽雪落涙 3. 為難自己 4. 相信愛情                       |
| 2nd  | 但願人長久SACD          | 大碟     | 星夢娛樂 創富文化集團 | 2019年8月22日  | 曲目 SACD 1. 只想與你再一起 2. 但願人長久 3. 從未說起 4. 飛蛾撲火 5. 回到以前 6. 別再怕 7. 聽雪落涙 8. 為難自己 9. 相信愛情                                |
| 2nd  | 但願人長久24K GOLD DISC | 大碟     | 星夢娛樂 創富文化集團 | 2020年6月10日  | 曲目 GOLD DISC 1. 只想與你再一起 2. 但願人長久 3. 從未說起 4. 飛蛾撲火 5. 回到以前 6. 別再怕 7. 聽雪落涙 8. 為難自己 9. 相信愛情                           |
| 3rd  | 不能放手                | 大碟     | 星夢娛樂 創富文化集團 | 2020年12月9日  | 曲目 1. 不能放手 2. 低谷天堂 3. 鋼鐵有淚 4. 我輸不起 5. 没完没了 6. 心有不甘 7. 沒有你開始 8. 我不是她 9. 你喜歡說謊 10. 說過放下 11. 逆光飛翔             |
| 3rd  | 不能放手LP              | 大碟     | 星夢娛樂 創富文化集團 | 2021年1月27日  | 曲目 Side A 1. 不能放手 2. 低谷天堂 3. 鋼鐵有淚 4. 我輸不起 5. 没完没了 6. 心有不甘 Side B 1. 沒有你開始 2. 我不是她 3. 你喜歡說謊 4. 說過放下 5. 逆光飛翔 |
| 4th  | 隨意瞞                  | 大碟     | 星夢娛樂 創富文化集團 | 2023年5月19日  | 曲目 1. 隨意瞞 2. 愛無餘地 3. 你就是天下 4. 我會害怕 5. 愛很美麗 6. 秘密花園 7. 不相信別人 8. 蝴蝶效應 9. 我就像從前 10. 不悔的決心                        |

### 單曲
| 年份   | 歌名         | 備註                             |
| 2020年 | 如果你明白   | 無綫電視劇集《機場特警》片尾曲   |
| 2020年 | 我未能忘掉你 | 無綫電視劇集《降魔的2.0》片尾曲  |
| 2022年 | 天荒不老     | 無綫電視劇集《鐵拳英雄》片尾曲   |
| 2024年 | 萬年         | HOY TV劇集《與鳳行》香港版主題曲 |
| 2024年 | 愛失去以後   | HOY TV劇集《長相思》香港版主題曲 |
| 2025年 | 回望         | HOY TV劇集《我愛九龍城》主題曲   |

### 原創、翻唱及其他歌曲
| 歌曲列表 |
| --- |
| 原創 |
| 2016年 |
| 七歲（曲） （此曲於2010年創作，惟至2015年才正式灌錄；由於她所作的初稿比較粗糙，與樂壇主流風格相異，於是找來填詞人 Oscar 將歌詞雅化。） |
| 傻瓜裡的童話（曲） |
| 2017年 |
| 下雨（曲、詞） （《傻瓜裡的童話》國語原版；於2014至2015年期間創作）                                                                    |
| 2018年 |
| 回到以前（曲、詞） （《棟仁的時光》片尾曲；與張美賢及謝素莊合力填詞）                                                                  |
| 2020年 |
| 沒完沒了（曲） （與周傲霆合力作曲） |
| 2021年 |
| 秘密花園（曲） （《逆天奇案》插曲；與奚伊妮合力作曲）                                                                                  |
| 翻唱 |
| 2018年 |
| 但願人長久（翻唱盧冠廷歌曲） （無綫電視劇集《跳躍生命線》插曲）                                                                        |
| 2020年 |
| 我未能忘掉你（翻唱盧冠廷歌曲） （無綫電視劇集《降魔的2.0》片尾曲）                                                                     |
| 其他 |
| 2016年 |
| 見習朋友計劃 （毒檸王國#2016冬季限定廣播劇：《見習朋友計劃》主題曲）                                                                   |
| 2020年 |
| 疫境同行（改編自盧冠廷歌曲《陪着你走》） （與星夢群星合唱）                                                                            |
| 再出發（香港再出發大聯盟主題曲） （與周柏豪、泳兒、鄭俊弘、胡鴻鈞、許靖韻及銀河新星青年合唱團合唱）                                    |
| 2022年 |
| 一起向未來《北京冬季奧運會》主題曲 （與群星合唱）                                                                                      |

### 派台歌曲成績
| 派台歌曲成績（四台） | 派台歌曲成績（四台） | 派台歌曲成績（四台） | 派台歌曲成績（四台） | 派台歌曲成績（四台） | 派台歌曲成績（四台） | 派台歌曲成績（四台） | 派台歌曲成績（四台） |
| -------------------- | -------------------- | -------------------- | -------------------- | -------------------- | -------------------- | --- | --- |
| 唱片                 | 歌曲                 | 903                  | RTHK                 | 997                  | TVB                  | 備註 | 備註 |
| 2016年               |                      |                      |                      |                      |                      | | |
| 忘記我自己           | 今天的我             | 12                   | 6                    | 6                    | 8                    | DBC華語歌曲流行指數：3 | DBC華語歌曲流行指數：3 |
| 忘記我自己           | 傻瓜裡的童話         | 17                   | 7                    | 5                    | 1                    | 首支冠軍歌 DBC華語歌曲流行指數：2                                                                                             | 首支冠軍歌 DBC華語歌曲流行指數：2                                                                                             |
| 忘記我自己           | 七歲                 | -                    | 11                   | 3                    | 3                    | 跨年上榜 | 跨年上榜 |
| 2017年               |                      |                      |                      |                      |                      | | |
| 忘記我自己           | 一輩子守候           | -                    | 1                    | 1                    | (1)                  | 首支三台冠軍歌 首支雙週冠軍歌 無綫外購劇《錦繡未央》香港版主題曲                                                              | 首支三台冠軍歌 首支雙週冠軍歌 無綫外購劇《錦繡未央》香港版主題曲                                                              |
| 忘記我自己           | 手中沙               | -                    | 1                    | 3                    | 1                    | 首支兩台冠軍歌 無綫電視劇《不懂撒嬌的女人》第1至14集片尾曲、第15至28集主題曲 全球華語歌曲排行榜：2 hmv PLAY 本週新歌排行榜：5 | 首支兩台冠軍歌 無綫電視劇《不懂撒嬌的女人》第1至14集片尾曲、第15至28集主題曲 全球華語歌曲排行榜：2 hmv PLAY 本週新歌排行榜：5 |
| 忘記我自己           | 久別重逢             | -                    | -                    | -                    | 1                    | 無綫外購劇《三生三世十里桃花》香港版主題曲                                                                                    | 無綫外購劇《三生三世十里桃花》香港版主題曲                                                                                    |
| 忘記我自己           | 忘記我自己           | -                    | 3                    | 3                    | (1)                  | 無綫電視劇《使徒行者2》片尾曲 加拿大至 HIT 中文歌曲排行榜：6 hmv PLAY 本週新歌排行榜：2                                       | 無綫電視劇《使徒行者2》片尾曲 加拿大至 HIT 中文歌曲排行榜：6 hmv PLAY 本週新歌排行榜：2                                       |
| 忘記我自己           | 下雨                 | ×                    | ×                    | ×                    | -                    | 《傻瓜裡的童話》國語版 TVB8: (1)                                                                                              | 《傻瓜裡的童話》國語版 TVB8: (1)                                                                                              |
| 忘記我自己           | 欲言又止             | -                    | 1                    | 17                   | 1                    | 跨年上榜 與王浩信合唱 無綫電視劇《溏心風暴3》片尾曲 加拿大至 HIT 中文歌曲排行榜：10 hmv PLAY 本週新歌排行榜： 1               | 跨年上榜 與王浩信合唱 無綫電視劇《溏心風暴3》片尾曲 加拿大至 HIT 中文歌曲排行榜：10 hmv PLAY 本週新歌排行榜： 1               |
| 2018年               |                      |                      |                      |                      |                      | | |
| 但願人長久           | 回到以前             | -                    | 3                    | 3                    | 1                    | 無綫電視劇《棟仁的時光》片尾曲 加拿大至 HIT 中文歌曲排行榜: 1 全球華語歌曲排行榜：12                                          | 無綫電視劇《棟仁的時光》片尾曲 加拿大至 HIT 中文歌曲排行榜: 1 全球華語歌曲排行榜：12                                          |
| 但願人長久           | 聽雪落淚             | -                    | -                    | -                    | 2                    | 無綫外購劇《烈火如歌》香港版主題曲                                                                                            | 無綫外購劇《烈火如歌》香港版主題曲                                                                                            |
| 但願人長久           | 飛蛾撲火             | -                    | 3                    | -                    | 1                    | 無綫電視劇《宮心計2深宮計》片尾曲                                                                                             | 無綫電視劇《宮心計2深宮計》片尾曲                                                                                             |
| 但願人長久           | 只想與你再一起       | -                    | 6                    | 1                    | 1                    | 無綫電視劇《再創世紀》片尾曲                                                                                                  | 無綫電視劇《再創世紀》片尾曲                                                                                                  |
| 但願人長久           | 但願人長久           | -                    | 3                    | 3                    | (1)                  | 跨年上榜 翻唱盧冠廷1988年作品 無綫電視劇《跳躍生命線》插曲                                                                    | 跨年上榜 翻唱盧冠廷1988年作品 無綫電視劇《跳躍生命線》插曲                                                                    |
| 但願人長久           | 從未說起             | x                    | x                    | x                    | -                    | 無綫電視劇《跳躍生命線》片尾曲                                                                                                | 無綫電視劇《跳躍生命線》片尾曲                                                                                                |
| 但願人長久           | 別再怕               | -                    | -                    | -                    | 1                    | 跨年上榜 無綫電視劇《兄弟》片尾曲                                                                                             | 跨年上榜 無綫電視劇《兄弟》片尾曲                                                                                             |
| 2019年               |                      |                      |                      |                      |                      | | |
| 不能放手             | 心有不甘             | -                    | -                    | -                    | 1                    | 無綫外購劇《皓鑭傳》香港版主題曲                                                                                              | 無綫外購劇《皓鑭傳》香港版主題曲                                                                                              |
| 不能放手             | 鋼鐵有淚             | -                    | 3                    | 1                    | 1                    | 無綫電視劇《鐵探》片尾曲 | 無綫電視劇《鐵探》片尾曲 |
| 隨意瞞               | 你就是天下           | -                    | -                    | -                    | 1                    | 無綫外購劇《倚天屠龍記》香港版片尾曲                                                                                          | 無綫外購劇《倚天屠龍記》香港版片尾曲                                                                                          |
| 不能放手             | 沒有你開始           | -                    | 3                    | 4                    | 1                    | 無綫電視劇《白色強人》片尾曲                                                                                                  | 無綫電視劇《白色強人》片尾曲                                                                                                  |
| 不能放手             | 逆光飛翔             | -                    | 3                    | 1                    | 1                    | 跨年上榜 無綫外購劇《鳳弈》香港版主題曲                                                                                       | 跨年上榜 無綫外購劇《鳳弈》香港版主題曲                                                                                       |
| 非專輯單曲           | 我們的主題曲         | ×                    | 4                    | ×                    | ×                    | 《第四十二屆十大中文金曲》主題曲 與許廷鏗、AGA、陳柏宇、鄭欣宜、吳業坤、馮允謙、吳浩康合唱 翻唱鄭秀文1997年作品               | 《第四十二屆十大中文金曲》主題曲 與許廷鏗、AGA、陳柏宇、鄭欣宜、吳業坤、馮允謙、吳浩康合唱 翻唱鄭秀文1997年作品               |
| 派台歌曲成績（五台） |                      |                      |                      |                      |                      | | |
| 唱片                 | 歌曲                 | 903                  | RTHK                 | 997                  | TVB                  | ViuTV | 備註 |
| 2020年               |                      |                      |                      |                      |                      | | |
| 不能放手             | 你喜歡說謊           | -                    | 2                    | 1                    | 1                    | × | 無綫電視劇《黃金有罪》片尾曲                                                                                                  |
| 不能放手             | 我不是她             | -                    | -                    | -                    | 1                    | × | 無綫電視劇《法證先鋒IV》片尾曲                                                                                                |
| 非專輯單曲           | 如果你明白           | -                    | -                    | 2                    | 1                    | × | 無綫電視劇《機場特警》片尾曲                                                                                                  |
| 非專輯單曲           | 我未能忘掉你         | -                    | 10                   | 12                   | 4                    | × | 翻唱盧冠廷1992年作品 無綫電視劇《降魔的2.0》片尾曲                                                                            |
| 不能放手             | 我輸不起             | -                    | -                    | 2                    | 1                    | × | 無綫電視劇《那些我愛過的人》片尾曲                                                                                            |
| 不能放手             | 說過放下             | -                    | -                    | -                    | 1                    | × | 無綫外購劇《錦繡南歌》香港版主題曲                                                                                            |
| 不能放手             | 不能放手             | -                    | 1                    | 2                    | 1                    | × | 無綫電視劇《使徒行者3》片尾曲 加拿大至 HIT 中文歌曲排行榜: 3                                                                  |
| 不能放手             | 低谷天堂             | -                    | -                    | -                    | 2                    | × | 跨年上榜 與林峯合唱 無綫電視劇《使徒行者3》插曲                                                                               |
| 2021年               |                      |                      |                      |                      |                      | | |
| 不能放手             | 沒完沒了             | -                    | 3                    | 3                    | 4                    | × | 加拿大至 HIT 中文歌曲排行榜：3                                                                                                |
| 隨意瞞               | 秘密花園             | -                    | -                    | -                    | 1                    | × | 無綫電視劇《逆天奇案》插曲 |
| 隨意瞞               | 不相信別人           | -                    | 3                    | 3                    | 1                    | × | 無綫電視劇《刑偵日記》片尾曲                                                                                                  |
| 隨意瞞               | 我會害怕             | ×                    | ×                    | 2                    | -                    | × | 無綫電視劇《星空下的仁醫》片尾曲                                                                                              |
| 2022年               |                      |                      |                      |                      |                      | | |
| 非專輯單曲           | 天荒不老             | ×                    | -                    | -                    | -                    | × | 無綫電視劇《鐵拳英雄》片尾曲                                                                                                  |
| 隨意瞞               | 愛無餘地             | -                    | 3                    | 1                    | 1                    | × | 加拿大至 HIT 中文歌曲排行榜：2                                                                                                |
| 隨意瞞               | 隨意瞞               | -                    | 2                    | -                    | (1)                  | × | 加拿大至 HIT 中文歌曲排行榜：8                                                                                                |
| 隨意瞞               | 不悔的決心           | ×                    | ×                    | ×                    | -                    | × | 無綫電視劇《超能使者》片尾曲                                                                                                  |
| 2024年               |                      |                      |                      |                      |                      | | |
|                      | 萬年                 | -                    | 1                    | ×                    | ×                    | × | HOY TV外購劇《與鳳行》香港版主題曲 加拿大至 HIT 中文歌曲排行榜：4                                                             |
|                      | 愛失去以後           | -                    | 3                    | 5                    | ×                    | × | HOY TV外購劇《長相思2》香港版主題曲                                                                                           |

| 各台冠軍歌總數 | 各台冠軍歌總數 | 各台冠軍歌總數 | 各台冠軍歌總數 | 各台冠軍歌總數 | 各台冠軍歌總數                      | 各台冠軍歌總數                      |
| -------------- | -------------- | -------------- | -------------- | -------------- | ----------------------------------- | ----------------------------------- |
| 四台a          | 903            | RTHK           | 997            | TVB            | 備註                                | 備註                                |
| 四台a          | 0              | 5              | 6              | 26             | 三台冠軍歌總數：1 四台冠軍歌總數：0 | 三台冠軍歌總數：1 四台冠軍歌總數：0 |
| 五台b          | 903            | RTHK           | 997            | TVB            | ViuTV                               | 備註                                |
| 五台b          | 0              | 2              | 2              | 10             | 0                                   | 五台冠軍歌總數：0                   |

- （*）上榜中
- （-）未能上榜
- （×）沒有派往該台
- （(1)）兩週冠軍
- ^  注解a：包括2020年後的冠軍歌曲
- ^  注解b：2020年起

## 演出作品

### 電視劇
| 首播     | 劇名       | 角色                 |
| 無綫電視 | 無綫電視   | 無綫電視             |
| -------- | ---------- | -------------------- |
| 2018年   | 救妻同學會 | 風車少女（第6集）    |
| 2019年   | 解決師     | Jane（第5、7集）     |
| 2020年   | C9特工     | 健身室顧客（第15集） |
| 2021年   | 刑偵日記   | 海藍                 |
| 2024年   | 逆天奇案2  | 恩                   |

### 綜藝節目
| 首播            | 節目名                            | 備註                     |
| 無綫電視        |                                   |                          |
| 2016年          | 放榜前一個晚上                    | 演出嘉賓                 |
| 2017年          | 2016年度TVB全球華人新秀歌唱大賽   | 演出嘉賓                 |
| 2017年          | 博愛歡樂傳萬家                    | 演出嘉賓                 |
| 2017年          | 全城躍動第六屆全港運動會開幕禮    | 演出嘉賓                 |
| 2017年          | 明愛暖萬心                        | 演出嘉賓                 |
| 2017年          | 星和無綫電視大獎2017              | 得獎者及演出嘉賓         |
| 2017年          | TVB金禧晚宴暨2018節目巡禮         | 表演嘉賓                 |
| 2017年          | 萬千星輝賀台慶2017                | 開場表演嘉賓             |
| 2017年          | TVB 馬來西亞星光薈萃頒獎典禮2017  | 列席兼得奬者             |
| 2017年          | 星光熠熠耀保良                    | 表演嘉賓                 |
| 2018年          | 萬千星輝頒獎典禮2017              | 演出嘉賓                 |
| 2018年          | 玩足狗年群星夢幻戰                | 演出嘉賓                 |
| 2018年          | 萬眾同心公益金                    | 演出嘉賓                 |
| 2018年          | 明愛暖萬心                        | 演出嘉賓                 |
| 2018年          | big big channel大公司周年慶       | 演出嘉賓                 |
| 2018年          | 星光熠熠耀保良                    | 演出嘉賓                 |
| 2018年          | TVB 50+1周年再出發                | 演出嘉賓                 |
| 2018年          | TVB 50+1再出發節目巡禮2019        | 演出嘉賓                 |
| 2018年          | 萬千星輝賀台慶2018                | 演出嘉賓                 |
| 2019年          | 慈善星輝仁濟夜                    | 演出嘉賓                 |
| 2019年          | 金裝娛樂賀新春                    | 演出嘉賓                 |
| 2019年          | 博愛歡樂傳萬家                    | 演出嘉賓                 |
| 2019年          | 全城躍動 第七屆全港運動會開幕典禮 | 演出嘉賓                 |
| 2019年          | 公益金萬眾同心50年                | 演出嘉賓                 |
| 2019年          | 明愛暖萬心                        | 演出嘉賓                 |
| 2019年          | hana菊梓喬的秘密花園              | 主持                     |
| 2019年          | 香港唱好演唱會                    | 演出嘉賓                 |
| 2019年          | 善心滿載仁愛堂                    | 演出嘉賓                 |
| 2020年          | 保良愛心慶新春                    | 演出嘉賓                 |
| 2020年          | 星光熠熠耀保良                    | 演出嘉賓                 |
| 2020年          | 萬眾同心公益金                    | 演出嘉賓                 |
| 2020年          | 善心滿載仁愛堂                    | 演出嘉賓                 |
| 2020年          | 萬千星輝賀台慶2020                | 演出嘉賓                 |
| 2020年          | 2020最美的夜跨年晚會              | 演出嘉賓                 |
| 2021年          | 2021在一起                        | 演出嘉賓                 |
| 2021年          | 慈善星輝仁濟夜                    | 演出嘉賓                 |
| 2021年          | 博愛歡樂傳萬家                    | 演出嘉賓                 |
| 2021年          | 明愛暖萬心                        | 演出嘉賓                 |
| 2021年          | 兒歌金曲SUMMERFEST                | 演出嘉賓                 |
| 2021年          | 萬千星輝賀台慶2021                | 演出嘉賓                 |
| 2022年          | 慈善星輝仁濟夜                    | 演出嘉賓                 |
| 2022年          | 聲夢JUNIOR                        | 訓導主任兼形象指導、評判 |
| 2023年          | 綠茵勝境音樂祭                    |                          |
| big big channel |                                   |                          |
| 2017年          | 明星麻雀王大賽                    | 演出嘉賓                 |
| 2017年          | 兩位吖唔該                        | 演出嘉賓                 |
| 2018年          | bigbig 明星市集                   | 演出嘉賓                 |
| 2018年          | big 到新加坡                      | 演出嘉賓                 |

### 音樂錄像
| 年份   | 歌曲                            | 歌手      |
| 2012年 | 草戒指                          | Dear Jane |
| 2014年 | Deeper（Bimbo Jones Radio Mix） | KELNER    |

### 廣播劇
| 首播                      | 劇名                                         | 角色 |
| 香港電台                  |                                              |      |
| 2016年9月14日             | 職業安全短劇                                 |      |
| 2016年12月28日            | 職業安全短劇 -〔臨時支架工作安全〕           |      |
| 2017年2月18日             | 職業安全短劇                                 |      |
| 商業電台叱咤903           |                                              |      |
| 2016年11月28日 - 12月30日 | 見習朋友計劃 （毒檸王國#2016冬季限定廣播劇） | Hana |

## 演唱會

### 個人音樂會
| 日期             | 演唱會名稱                                          | 場數 | 場地                       | 主辦單位          | 備註                                                                       |
| 2019年8月24-25日 | 只想與你在一起演唱會                                | 2    | 九龍灣展貿中心 Star Hall   | 星夢娛樂          | 首個個人演唱會 第一場嘉賓：周柏豪、古家峯 第二場嘉賓：周柏豪、古家峯、側田 |
| 2022年10月22日   | 菊梓喬音樂之夜                                      | 1    | 美國Special Events Centre  | Wen Entertainment | 首個海外演唱會                                                             |
| 2023年2月18日    | Hana's Paradise巡迴演唱會—澳門站                    | 1    | 澳門百老匯 百老匯舞台      | 澳門星娛樂製作    |                                                                            |
| 2023年5月20-21日 | 菊梓喬Hanafinity 演唱會2023                         | 2    | 九龍灣展貿中心 Star Hall   | TVB Music Group   | 第二場嘉賓：曾比特                                                         |
| 2023年6月22日    | Hana's Paradise巡迴演唱會—廣州站                    | 1    | 聲音共和Live House         | 響朵文化發展      | 首個內地巡迴演唱會                                                         |
| 2023年7月22日    | Hana's Paradise巡迴演唱會—中山站                    | 1    | 響朵HANDLE LIVE MUSIC      | 響朵文化發展      |                                                                            |
| 2023年11月4日    | Now and Forever HANA菊梓喬從心出發巡迴音樂會—順德站 | 1    | 順德演藝中心               | 無限演出          |                                                                            |
| 2024年3月30日    | Now and Forever HANA菊梓喬從心出發巡迴音樂會—珠海站 | 1    | 珠海市香洲區前山樂士文化區 | 無限演出          | 原定於2023年12月30日，因場地不可抗力因素而延期                             |
| 2024年8月30日    | Now and Forever HANA菊梓喬從心出發巡迴音樂會—廣州站 | 1    | 中山紀念堂                 | 無限演出          |                                                                            |
| 2025年1月11日    | 2025菊梓喬HANA「呼喚」巡迴音樂會—佛山站             | 1    | 南海體育館                 | 彤揚文化          |                                                                            |
| 2025年7月19日    | HANA菊梓喬追光音樂會—廣州站                         | 1    | 中山紀念堂                 | 彤揚文化          |                                                                            |

### 非個人音樂會
| 日期           | 演唱會名稱                       | 場數 | 場地                 | 備註 |
| 2021年8月26日  | 新城30+集體回憶音樂會            | 1    | 灣仔香港會議展覽中心 | 與炎明熹、詹天文、鍾柔美、文凱婷、張敬軒、蘇永康、胡鴻鈞、鄭欣宜、太極樂隊、曾樂彤、施匡翹、ANSONBEAN、Delta T參與 |
| 2021年12月31日 | 2021美麗的夜香港跨年演唱會       | 1    | 中環海濱活動空間     | |
| 2022年1月1日   | 聲夢維港Party Together演唱會2022 | 1    | 中環海濱活動空間     | 與一眾星夢娛樂歌手參與                                                                                             |
| 2023年7月15日  | 2023南寧狂熱派對音樂會           | 1    | 廣西體育中心體育場   | 與楊千嬅、王心凌、側田參與                                                                                         |
| 2023年9月24日  | 粤港星夜演唱會2023               | 1    | 肇慶新區體育中心     | 與容祖兒、側田、鄭融、黃凱芹參與                                                                                   |
| 2024年7月15日  | 羅大佑同學會2024巡迴演唱會       | 1    | Reno,NV              | 與羅大佑、蔣志光參與                                                                                               |

## 獎項及提名
| 獎項列表                 | 獎項列表                                 | 獎項列表 | 獎項列表           | 獎項列表     |
| ------------------------ | ---------------------------------------- | --- | ------------------ | ------------ |
| 年份                     | 頒獎典禮                                 | 獎項 | 作品               | 結果         |
| 香港四大電子傳媒         |                                          | |                    |              |
| 2016年                   | 新城勁爆頒獎禮2016                       | 勁爆新人 | 不適用             | 銀獎         |
| 2016年                   | 第39屆十大中文金曲頒獎音樂會             | 最有前途新人獎                                                                                              | 不適用             | 優異獎       |
| 2016年                   | 2016年度勁歌金曲頒獎典禮                 | 最受歡迎新人獎                                                                                              | 不適用             | 銅獎         |
| 2017年                   | 2017勁歌金曲優秀選第一回                 | 得獎金曲 | 《手中沙》         | 獲獎         |
| 2017年                   | 2017勁歌金曲優秀選第一回                 | 得獎金曲 | 《一輩子守候》     | 獲獎         |
| 2017年                   | 2017勁歌金曲優秀選第二回                 | 得獎金曲 | 《久別重逢》       | 獲獎         |
| 2017年                   | 2017勁歌金曲優秀選第二回                 | 得獎金曲 | 《忘記我自己》     | 獲獎         |
| 2017年                   | 第40屆十大中文金曲頒獎典禮               | 全年最佳進步獎                                                                                              | 不適用             | 銀獎         |
| 2017年                   | 2017年度勁歌金曲頒獎典禮                 | 最佳合唱歌曲                                                                                                | 《欲言又止》       | 銅獎         |
| 2017年                   | 2017年度勁歌金曲頒獎典禮                 | 勁歌金曲獎                                                                                                  | 《忘記我自己》     | 獲獎         |
| 2017年                   | 2017年度勁歌金曲頒獎典禮                 | 勁歌金曲獎                                                                                                  | 《一輩子守候》     | 獲獎         |
| 2017年                   | 2017年度勁歌金曲頒獎典禮                 | 最佳演繹女歌星                                                                                              | 不適用             | 獲獎         |
| 2017年                   | 2017年度勁歌金曲頒獎典禮                 | 最受歡迎歌星獎                                                                                              | 不適用             | 最後五強     |
| 2018年                   | 2018勁歌金曲優秀選第一回                 | 得獎金曲 | 《回到以前》       | 獲獎         |
| 2018年                   | 2018勁歌金曲優秀選第一回                 | 得獎金曲 | 《飛蛾撲火》       | 獲獎         |
| 2018年                   | 2018勁歌金曲優秀選第二回                 | 得獎金曲 | 《只想與你再一起》 | 獲獎         |
| 2018年                   | 2018勁歌金曲優秀選第二回                 | 得獎金曲 | 《從未說起》       | 獲獎         |
| 2018年                   | 2018勁歌金曲優秀選第二回                 | 得獎金曲 | 《但願人長久》     | 獲獎         |
| 2018年                   | 新城勁爆頒獎禮2018                       | 勁爆歌曲 | 《只想與你再一起》 | 獲獎         |
| 2018年                   | 2018年度勁歌金曲頒獎典禮                 | 勁歌金曲唱片銷量大獎                                                                                        | 《忘記我自己》     | 獲獎         |
| 2018年                   | 2018年度勁歌金曲頒獎典禮                 | 勁歌金曲獎                                                                                                  | 《只想與你再一起》 | 獲獎         |
| 2018年                   | 2018年度勁歌金曲頒獎典禮                 | 勁歌金曲獎                                                                                                  | 《飛蛾撲火》       | 獲獎         |
| 2018年                   | 2018年度勁歌金曲頒獎典禮                 | 勁歌金曲獎                                                                                                  | 《但願人長久》     | 獲獎         |
| 2018年                   | 2018年度勁歌金曲頒獎典禮                 | 最受歡迎女歌星                                                                                              | 不適用             | 獲獎         |
| 2018年                   | 2018年度勁歌金曲頒獎典禮                 | 最受歡迎網絡歌星                                                                                            | 不適用             | 獲獎         |
| 2019年                   | 2019勁歌金曲優秀選第一回                 | 得獎金曲 | 《鋼鐵有淚》       | 獲獎         |
| 2019年                   | 2019勁歌金曲優秀選第一回                 | 得獎金曲 | 《心有不甘》       | 獲獎         |
| 2019年                   | 2019勁歌金曲優秀選第一回                 | 得獎金曲 | 《你就是天下》     | 獲獎         |
| 2019年                   | 2019勁歌金曲優秀選第二回                 | 得獎金曲 | 《沒有你開始》     | 獲獎         |
| 2019年                   | 2019勁歌金曲優秀選第二回                 | 得獎金曲 | 《逆光飛翔》       | 獲獎         |
| 2019年                   | 新城勁爆頒獎禮2019                       | 勁爆女歌手                                                                                                  | 不適用             | 獲獎         |
| 2019年                   | 2019年度勁歌金曲頒獎典禮                 | 勁歌金曲唱片銷量大奬                                                                                        | 《但願人長久》     | 獲獎         |
| 2019年                   | 2019年度勁歌金曲頒獎典禮                 | 勁歌金曲獎                                                                                                  | 《心有不甘》       | 獲獎         |
| 2019年                   | 2019年度勁歌金曲頒獎典禮                 | 勁歌金曲獎                                                                                                  | 《鋼鐵有淚》       | 獲獎         |
| 2019年                   | 2019年度勁歌金曲頒獎典禮                 | 勁歌金曲獎                                                                                                  | 《逆光飛翔》       | 獲獎         |
| 2019年                   | 2019年度勁歌金曲頒獎典禮                 | 最佳演繹女歌星                                                                                              | 不適用             | 獲獎         |
| 2019年                   | 2019年度勁歌金曲頒獎典禮                 | 最受歡迎女歌星                                                                                              | 不適用             | 獲獎         |
| 2019年                   | 第42屆十大中文金曲                       | 十大中文金曲                                                                                                | 《但願人長久》     | 獲獎         |
| 2019年                   | 第42屆十大中文金曲                       | 最佳中文唱片（女歌手）                                                                                      | 《但願人長久》     | 獲獎         |
| 2020年                   | 2020勁歌金曲優秀選第一回                 | 得獎金曲 | 《如果你明白》     | 獲獎         |
| 2020年                   | 2020勁歌金曲優秀選第一回                 | 得獎金曲 | 《我未能忘掉你》   | 獲獎         |
| 2020年                   | 2020勁歌金曲優秀選第一回                 | 得獎金曲 | 《我輸不起》       | 獲獎         |
| 2020年                   | 2020勁歌金曲優秀選第二回                 | 得獎金曲 | 《說過放下》       | 獲獎         |
| 2020年                   | 2020勁歌金曲優秀選第二回                 | 得獎金曲 | 《不能放手》       | 獲獎         |
| 2020年                   | 新城勁爆頒獎禮2020                       | 勁爆女歌手                                                                                                  | 不適用             | 獲獎         |
| 2020年                   | 新城勁爆頒獎禮2020                       | 勁爆新媒體歌曲                                                                                              | 《你喜歡說謊》     | 獲獎         |
| 2020年                   | 2020年度勁歌金曲頒獎典禮                 | 勁歌金曲獎                                                                                                  | 《不能放手》       | 獲獎         |
| 2020年                   | 2020年度勁歌金曲頒獎典禮                 | 勁歌金曲獎                                                                                                  | 《我未能忘掉你》   | 獲獎         |
| 2020年                   | 2020年度勁歌金曲頒獎典禮                 | 勁歌金曲獎                                                                                                  | 《我輸不起》       | 獲獎         |
| 2020年                   | 2020年度勁歌金曲頒獎典禮                 | 最佳合唱歌曲獎                                                                                              | 《低谷天堂》       | 銀獎         |
| 2020年                   | 2020年度勁歌金曲頒獎典禮                 | 最受歡迎女歌星                                                                                              | 不適用             | 獲獎         |
| 2020年                   | 2020年度勁歌金曲頒獎典禮                 | 最受歡迎網絡女歌星                                                                                          | 不適用             | 獲獎         |
| 2021年                   | 2021勁歌金曲優秀選第一回                 | 得獎金曲 | 《秘密花園》       | 獲獎         |
| 2021年                   | 新城勁爆頒獎禮2021                       | 勁爆女歌手                                                                                                  | 不適用             | 獲獎         |
| 2021年                   | 新城勁爆頒獎禮2021                       | 勁爆新媒體歌曲                                                                                              | 《我會害怕》       | 獲獎         |
| 2022年                   | 香港金曲頒獎典禮 2021/2022               | 香港金曲女歌手                                                                                              | 不適用             | 提名         |
| 2022年                   | 香港金曲頒獎典禮 2021/2022               | 香港金曲最佳中文唱片獎                                                                                      | 《不能放手》       | 獲獎         |
| 2024年                   | 第四十五屆十大中文金曲                   | 最佳中文唱片獎（女歌手）                                                                                    | 《隨意瞞》         | 獲獎         |
| 其他（本地、內地、海外） |                                          | |                    |              |
| 2016年                   | 第三屆粵語歌曲排行榜頒獎典禮             | 最受歡迎新人                                                                                                | 不適用             | 獲獎         |
| 2017年                   | 2017華語金曲獎                           | 優秀新人 | 《今天的我》       | 獲獎         |
| 2017年                   | 第四屆粵語歌曲排行榜頒獎典禮             | 最受歡迎歌曲                                                                                                | 《手中沙》         | 獲獎         |
| 2017年                   | YAHOO!人氣大獎2017 頒獎典禮              | 網上熱爆歌曲                                                                                                | 《忘記我自己》     | 獲獎         |
| 2017年                   | YouTube Hong Kong Rewind 2017            | 十大本地音樂影片                                                                                            | 《一輩子守候》     | 第3位        |
| 2017年                   | 第十七屆全球華語歌曲排行榜               | 最受歡迎新人                                                                                                | 不適用             | 獲獎         |
| 2017年                   | 第十七屆全球華語歌曲排行榜               | 年度二十大金曲                                                                                              | 《手中沙》         | 獲獎         |
| 2017年                   | 微博之夜2017                             | 微博給力電視劇片尾曲                                                                                        | 《忘記我自己》     | 獲獎         |
| 2018年                   | 2018全球華語金曲獎頒獎典禮               | 全球華語十大金曲獎                                                                                          | 《忘記我自己》     | 獲獎         |
| 2018年                   | 2018全球華語金曲獎頒獎典禮               | 十周年大灣區粵港澳優秀歌手                                                                                  | 不適用             | 獲獎         |
| 2018年                   | 第五屆粵語歌曲排行榜頒獎典禮             | 最受歡迎影視歌曲                                                                                            | 《飛蛾撲火》       | 獲獎         |
| 2018年                   | Yahoo!搜尋人氣大獎2018                   | 人氣電視劇集主題曲                                                                                          | 《但願人長久》     | 獲獎         |
| 2018年                   | 2018 加拿大至 HIT 中文歌曲排行榜年度總選 | 至 HIT 推崇粵語十大歌曲                                                                                     | 《回到以前》       | 獲獎         |
| 2018年                   | YouTube Hong Kong Rewind 2018            | 十大本地音樂影片                                                                                            | 《回到以前》       | 第5位        |
| 2018年                   | YouTube Hong Kong Rewind 2018            | 十大本地音樂影片                                                                                            | 《飛蛾撲火》       | 第7位        |
| 2019年                   | 2019亞洲影藝創意大獎                     | 最佳主題曲或主題音樂 - 中國香港冠軍 （Best Theme Song or Title Theme - National Winner - Hong Kong, China） | 《你就是天下》     | 獲獎         |
| 2019年                   | 2019亞洲影藝創意大獎                     | 最佳主題曲或主題音樂 - 亞洲冠軍                                                                             | 《你就是天下》     | 提名         |
| 2019年                   | 第一屆KKBOX香港風雲榜                    | 十大風雲歌手                                                                                                | 不適用             | 獲獎         |
| 2020年                   | 第二屆KKBOX香港風雲榜                    | 十大風雲歌手                                                                                                | 不適用             | 獲獎         |
| 2021年                   | 第三屆KKBOX香港風雲榜                    | 十大風雲歌手                                                                                                | 不適用             | 獲獎         |
| 2021年                   | Yahoo!搜尋人氣大獎2020                   | 人氣電視劇集歌曲                                                                                            | 《你喜歡說謊》     | 獲獎         |
| 2021年                   | 華語金曲獎                               | 年度最佳粵語女歌手                                                                                          | 不適用             | 獲獎         |
| 2021年                   | 華語金曲獎                               | 十大華語唱片                                                                                                | 《不能放手         | 獲獎         |
| 影視                     |                                          | |                    |              |
| 2017年                   | 星和無綫電視大獎2017                     | 我最愛 TVB 電視劇集歌曲                                                                                     | 《忘記我自己》     | 獲獎         |
| 2017年                   | 星和無綫電視大獎2017                     | 我最愛 TVB 電視劇集歌曲                                                                                     | 《手中沙》         | 提名         |
| 2017年                   | TVB 馬來西亞星光薈萃頒獎典禮2017         | 最喜愛 TVB 劇集歌曲                                                                                         | 《手中沙》         | 獲獎         |
| 2017年                   | 萬千星輝頒獎典禮2017                     | 最受歡迎劇集歌曲                                                                                            | 《一輩子守候》     | 提名         |
| 2017年                   | 萬千星輝頒獎典禮2017                     | 最受歡迎劇集歌曲                                                                                            | 《手中沙》         | 提名         |
| 2017年                   | 萬千星輝頒獎典禮2017                     | 最受歡迎劇集歌曲                                                                                            | 《久別重逢》       | 提名         |
| 2017年                   | 萬千星輝頒獎典禮2017                     | 最受歡迎劇集歌曲                                                                                            | 《忘記我自己》     | 提名         |
| 2017年                   | 萬千星輝頒獎典禮2017                     | 最受歡迎劇集歌曲                                                                                            | 《欲言又止》       | 與王浩信提名 |
| 2018年                   | 萬千星輝頒獎典禮2018                     | 最受歡迎電視歌曲                                                                                            | 《回到以前》       | 提名         |
| 2018年                   | 萬千星輝頒獎典禮2018                     | 最受歡迎電視歌曲                                                                                            | 《聽雪落淚》       | 提名         |
| 2018年                   | 萬千星輝頒獎典禮2018                     | 最受歡迎電視歌曲                                                                                            | 《飛蛾撲火》       | 提名         |
| 2018年                   | 萬千星輝頒獎典禮2018                     | 最受歡迎電視歌曲                                                                                            | 《只想與你在一起》 | 提名         |
| 2018年                   | 萬千星輝頒獎典禮2018                     | 最受歡迎電視歌曲                                                                                            | 《從未說起》       | 提名         |
| 2018年                   | 萬千星輝頒獎典禮2018                     | 最受歡迎電視歌曲                                                                                            | 《但願人長久》     | 獲獎         |
| 2018年                   | 萬千星輝頒獎典禮2018                     | 最受歡迎電視歌曲                                                                                            | 《別再怕》         | 提名         |
| 2019年                   | 萬千星輝頒獎典禮2019                     | 最受歡迎電視歌曲                                                                                            | 《心有不甘》       | 提名         |
| 2019年                   | 萬千星輝頒獎典禮2019                     | 最受歡迎電視歌曲                                                                                            | 《鋼鐵有淚》       | 提名         |
| 2019年                   | 萬千星輝頒獎典禮2019                     | 最受歡迎電視歌曲                                                                                            | 《你就是天下》     | 提名         |
| 2019年                   | 萬千星輝頒獎典禮2019                     | 最受歡迎電視歌曲                                                                                            | 《沒有你開始》     | 提名         |
| 2019年                   | 萬千星輝頒獎典禮2019                     | 最受歡迎電視歌曲                                                                                            | 《逆光飛翔》       | 提名         |
| 2020年                   | 萬千星輝頒獎典禮2020                     | 最受歡迎電視歌曲                                                                                            | 《你喜歡說謊》     | 提名         |
| 2020年                   | 萬千星輝頒獎典禮2020                     | 最受歡迎電視歌曲                                                                                            | 《我不是她》       | 提名         |
| 2020年                   | 萬千星輝頒獎典禮2020                     | 最受歡迎電視歌曲                                                                                            | 《如果你明白》     | 提名         |
| 2020年                   | 萬千星輝頒獎典禮2020                     | 最受歡迎電視歌曲                                                                                            | 《我未能忘掉你》   | 提名         |
| 2020年                   | 萬千星輝頒獎典禮2020                     | 最受歡迎電視歌曲                                                                                            | 《我輸不起》       | 提名         |
| 2020年                   | 萬千星輝頒獎典禮2020                     | 最受歡迎電視歌曲                                                                                            | 《說過放下》       | 提名         |
| 2020年                   | 萬千星輝頒獎典禮2020                     | 最受歡迎電視歌曲                                                                                            | 《不能放手》       | 提名         |
| 2020年                   | 萬千星輝頒獎典禮2020                     | 最受歡迎電視歌曲                                                                                            | 《低谷天堂》       | 提名         |
| 2021年                   | 萬千星輝頒獎典禮2021                     | 最受歡迎電視歌曲                                                                                            | 《愛很美麗》       | 提名         |
| 2021年                   | 萬千星輝頒獎典禮2021                     | 最受歡迎電視歌曲                                                                                            | 《秘密花園》       | 最後十強     |
| 2021年                   | 萬千星輝頒獎典禮2021                     | 最受歡迎電視歌曲                                                                                            | 《不相信別人》     | 提名         |
| 2021年                   | 萬千星輝頒獎典禮2021                     | 最受歡迎電視歌曲                                                                                            | 《蝴蝶效應》       | 與王浩信提名 |
| 2021年                   | 萬千星輝頒獎典禮2021                     | 最受歡迎電視歌曲                                                                                            | 《我會害怕》       | 提名         |
| 2022年                   | 萬千星輝頒獎典禮2022                     | 最受歡迎電視歌曲                                                                                            | 《不悔的決心》     | 最後十強     |

## 外部連結
- 菊梓喬的Facebook專頁
- 菊梓喬的Instagram帳戶
- 菊梓喬的新浪微博
- YouTube上的菊梓喬頻道
- 菊梓喬 - Abphy.com （页面存档备份，存于）
- 陳曉怡 - Vidbb.com （页面存档备份，存于）
- 遊樂園 - Pleasure Garden